# Jeff Segal
Jeffrey Segal (ur. 27 kwietnia 1985 roku w Filadelfii) – amerykański kierowca wyścigowy.

## Kariera
Segal rozpoczął karierę w międzynarodowych wyścigach samochodowych w 2005 roku od startów w Grand-Am Cup GS. Z dorobkiem 44 punktów został sklasyfikowany na 72 pozycji w końcowej klasyfikacji kierowców. W późniejszych latach Amerykanin pojawiał się także w stawce Grand American Rolex Series, Grand-Am Koni Challenge GS, Continental Tire Sports Car Challenge, American Le Mans Series, Ferrari Challenge Europe, FIA World Endurance Championship, Italian GT Championship, United SportsCar Championship, Ferrari Challenge North America i w stawce 24-godzinnego wyścigu Le Mans.

## Wyniki w 24h Le Mans
| Rok  | Zespół         | Partnerzy                   | Samochód                       | Klasa    | Okr. | Poz. | Klasa Pos. |
| ---- | -------------- | --------------------------- | ------------------------------ | -------- | ---- | ---- | ---------- |
| 2015 | Scuderia Corse | Townsend Bell Bill Sweedler | Ferrari 458 Italia GT2-Ferrari | LMGTE Am | 330  | 24   | 3          |